# 265

265(이백육십오)는 264보다 크고 266보다 작은 자연수다.

## 수학
- 합성수로, 그 약수는 1, 5, 53, 265다. 진약수의 합은 59이므로, 265는 부족수다.
  - 85번째 반소수다. 앞의 반소수는 262, 다음 반소수는 267이다.
- 피타고라스 삼조의 빗변의 길이이다.
  - {\displaystyle 23^{2}+264^{2}=265^{2}}[a]
  - {\displaystyle 96^{2}+247^{2}=265^{2}}[b]
- {\displaystyle 265=11^{2}+12^{2}}
  - 12번째 중심있는 사각수로, 연속하는 두 자연수의 제곱합으로 나타낼 수 있다. 앞의 중심있는 사각수는 221, 다음은 313이다.

## 과학
- NGC 265(영어판): 큰부리새자리 방향에 있는 산개 성단.

## 교통
- 유럽 고속도로 265호선: 에스토니아 탈린에서 스웨덴 카펠스카(영어판)까지 이어지는 유럽 고속도로.
- 일본 265번 국도(일본어판): 미야자키현 고바야시시에서 구마모토현 아소시까지 이어지는 일본의 국도.

## 군사
- U-265(영어판): 제2차 세계 대전에 사용된 나치 독일의 군용 잠수함.

## 문화유산
- 대한민국의 국보 제265호: 초조본 대방광불화엄경 주본 권13
- 대한민국의 보물 제265호: 합천 청량사 석조여래좌상
- 대한민국의 사적 제265호: 단양 적성

## 방송
- 지니 TV의 E라이크 채널 번호.
- B tv의 지방자치TV 채널 번호.

## 기타
- 연도: 265년, 기원전 265년
- 말라위의 국제전화 국가번호.